# Église Saint-Roch de Montpellier
Pour les articles homonymes, voir Église Saint-Roch.
L’église Saint-Roch ou sanctuaire Saint-Roch est une église située au cœur de Montpellier en France, construite au XIXe siècle dans un style néo-gothique. Le diocèse de Montpellier de l’Église catholique lui donne le statut de sanctuaire diocésain. Elle est dédiée à saint Roch, saint guérisseur des pestiférés et des pèlerins, originaire de la ville.

## Historique
La municipalité de Montpellier lance une souscription publique en 1861 pour édifier une église honorant la mémoire de saint Roch, enfant de Montpellier, invoqué comme un saint dans tout l'Occident. 
Entre 1860 et 1868, Jean Cassan, architecte municipal de Montpellier, construit une église de style néo-gothique sur l'emplacement de l'église Saint-Paul, détruite en 1622 lors du siège de la ville et dont il reste quelques vestiges à l'arrière de l'église actuelle, à côté de la statue de l'abbé Fabre. Cette construction fait partie intégrante de l'ambitieux projet urbain initié par Jules Pagézy, député-maire de Montpellier, largement inspiré des travaux de Haussmann à Paris. À cette époque, il fait également bâtir l'église Sainte-Anne et le temple protestant de la rue Maguelone. Toutefois, le bâtiment reste inachevé puisqu'il lui manque les deux flèches latérales initialement prévues au-dessus du clocher. Sur le plan initial, l'église devait être beaucoup plus grande,,.
Devant l'église, le parvis a été agrandi en 2004 par la démolition d'une verrue architecturale datant des années 1950. Depuis 2005, une fresque en trompe-l'œil a été peinte sur le mur faisant face à l'église.
Initialement incluse dans la paroisse « Saint-Denis-Saint-Roch » (avec Saint-Denis), l'église Saint-Roch fait partie depuis 2014, de la « Paroisse Cathédrale Montpellier » qui regroupe toutes les églises du centre-ville. Le curé de la paroisse est l'abbé Michel Plagniol de 2009 à 2024 et le père Yannick Casajus depuis septembre 2024.
En 2020, l'église devient officiellement un sanctuaire pour le diocèse de Montpellier, qui reconnaît ainsi l'important nombre de croyants qui viennent se recueillir et demander de l'aide au saint montpelliérain. La route d'Arles des chemins de Compostelle passe en effet par la ville, et saint Roch est le saint patron des pèlerins. Les pèlerins sont ainsi accueillis dans les locaux du sanctuaire.

## Le bâtiment
Construite dans un style néo-gothique, les modèles de ce projet sont variés. L'abbaye de Valmagne (Hérault), l’église Notre-Dame-en-Vaux de Châlons-en-Champagne ou encore l’église Notre-Dame de Belleville serviront de modèles. Les proportions de la nef ainsi que sa hauteur seront par exemple inspirées par l'abbatiale de Valmagne
Le bâtiment est constitué de trois vaisseaux : la nef dont la voûte est faite de croisées d'ogives et deux collatéraux.
Mais, la construction de l'église demeure inachevée malgré la volonté de l'abbé Recluz et du conseil municipal de Montpellier d'en faire un édifice "monumental" à la hauteur de la réputation internationale de Saint Roch. Si la nef, les collatéraux et le chœur ont été effectivement construits, le reste du bâtiment ne sera pas réalisé. Les flèches qui devaient ressembler à celles de l'église Saint-Jean-Baptiste de Belleville ne verront pas le jour. De même, la façade n'a pas été terminée: des statues devaient être installées dans les niches, les tympans devaient être ornés de bas-reliefs. Le sanctuaire s’ouvre sur un large parvis surplombant la place Saint-Roch au cœur de la vieille ville de Montpellier.

## L'intérieur

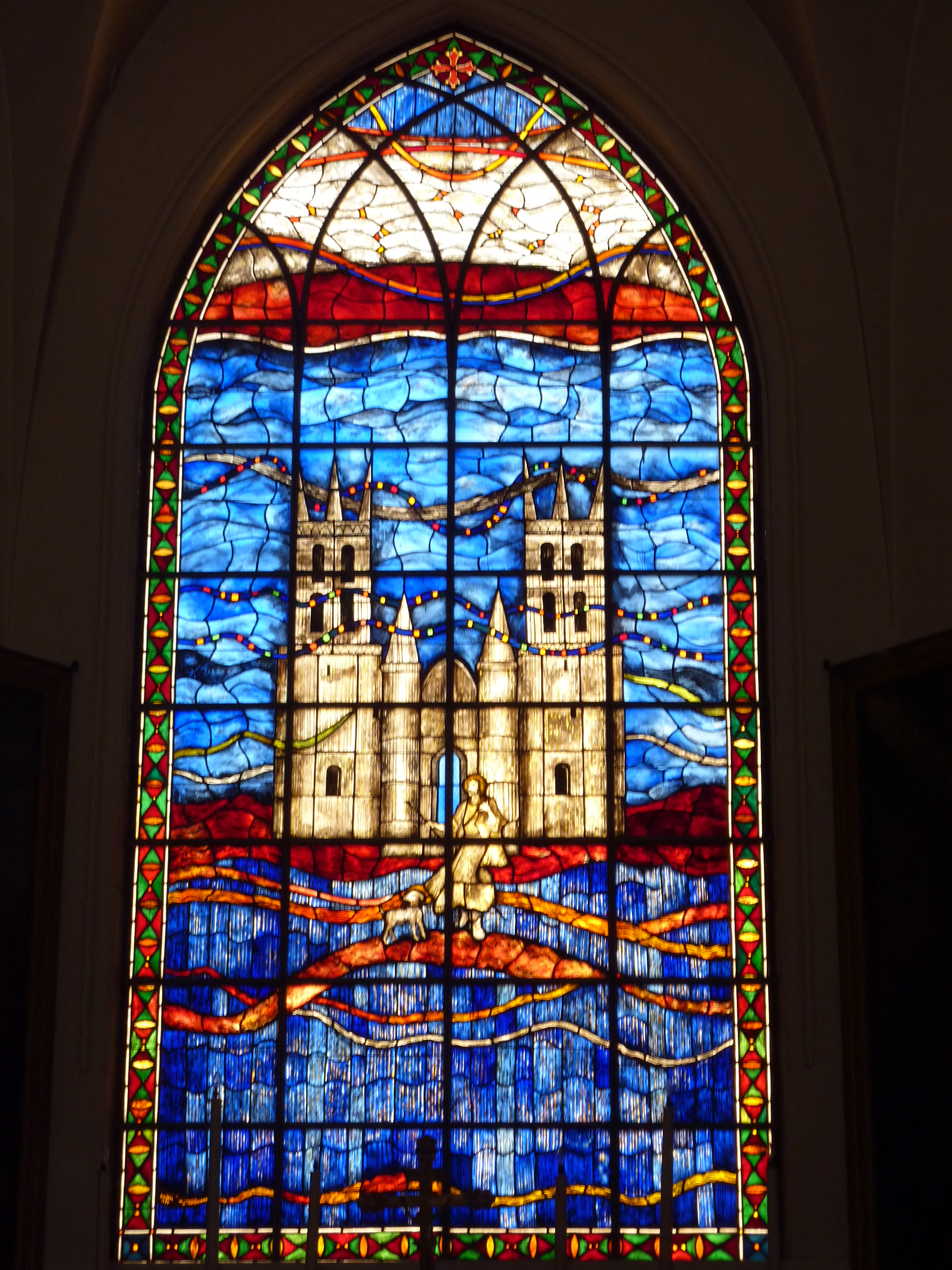
Vitrail église Saint-Roch

La décoration de cette église est constituée notamment par :
- quatre tableaux dans le chœur représentent des épisodes de la vie de saint Roch ;
Trois d'entre eux sont l'œuvre du peintre romantique montpelliérain Auguste-Barthélémy Glaize : Saint Roch intercédent les pestiférés (XIXe siècle), La mort de saint Roch en prison (1847), Saint Roch distribue ses biens aux pauvres (1839)[9].
- une imposante statue de saint Roch ;
La statue représente saint Roch en habit de pèlerin, tenant dans sa main droite le bâton de pèlerin, et accompagné de son chien. Elle est réalisée par le sculpteur montpelliérain Auguste Baussan en 1884[5] et située dans la nef de l'église. Saint Roch est représenté en jeune homme, les yeux levés au ciel, la main gauche ouverte. Il porte un costume complété par un chapeau de feutre rabattu dans le dos, une cape ornée de coquilles et un long manteau[3],[9]. Auguste Bessan s'est inspiré des traits du peintre Frédéric Bazille pour le visage de la statue[10].
- un large vitrail contemporain (maître-autel) réalisé en 1987 par Gérard Milon représentant saint Roch cheminant avec son chien vers la cathédrale de Montpellier ;
- deux vitraux du XIXe siècle ;
Récupérés après la démolition de l'église Saint-François située boulevard de Strasbourg[9], ils ont été réalisés par plusieurs ateliers dont celui du peintre-verrier Louis-Victor Gesta à Toulouse, de Gustave Pierre Dagrant, et d'Emmanuel-Marie-Joseph Champigneulle. Ils sont d’inspiration symboliste et art nouveau[5],[2].
- un gisant représentant Saint-Roch dans la chapelle à gauche du chœur[2] ;
- de très nombreuses statues de saints datant du XIXe siècle ;

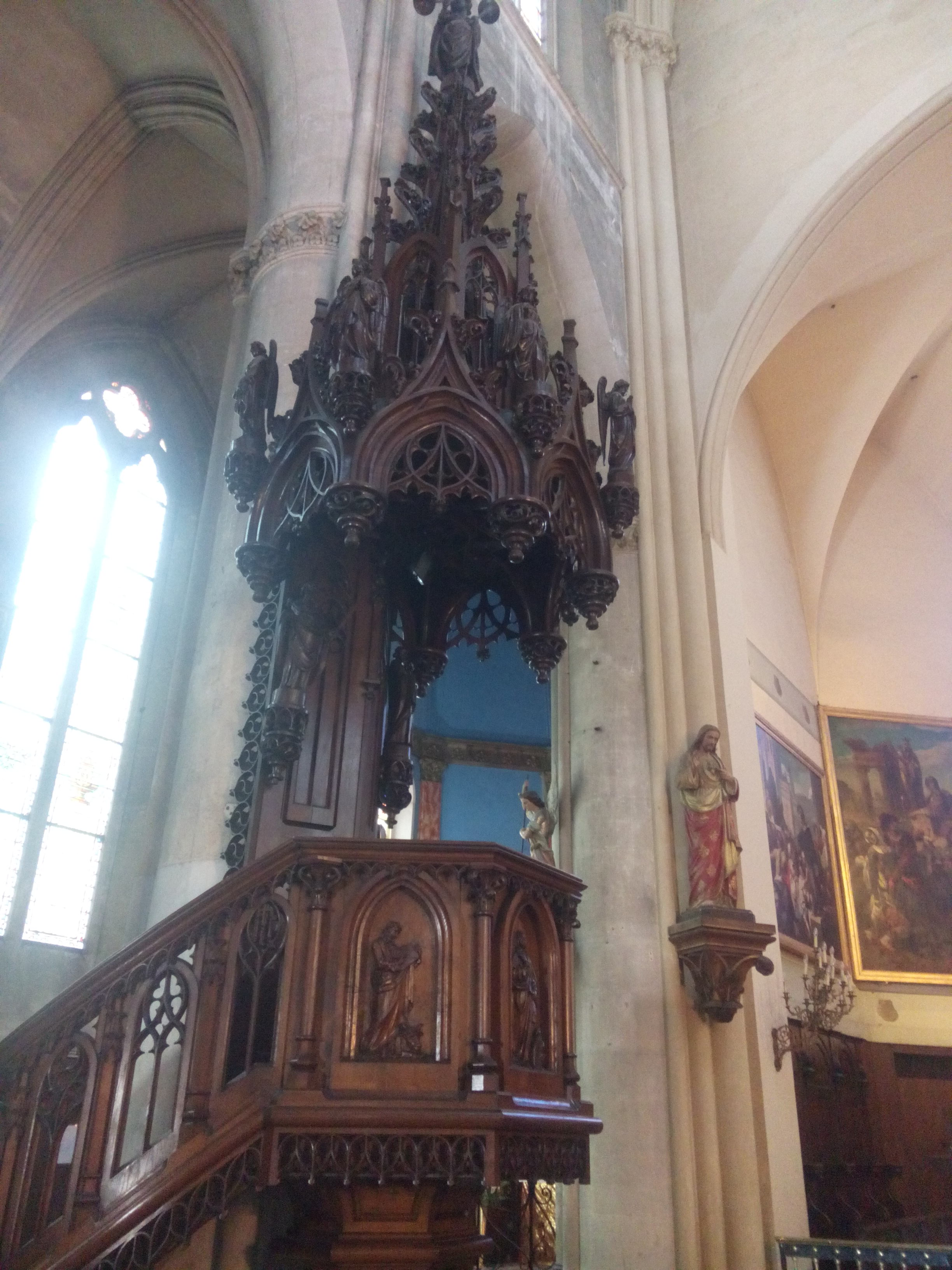
Chaire de l'église Saint-Roch

- une chaire sculptée de 12 mètres de haut ;Chaire de l'église Saint-Roch
Les panneaux de la chaire représentent les quatre évangélistes, avec leurs attributs symboliques. Le chapeau de la chaire est porté par six archanges et surmonté par l’ange du Dernier Jour qui annonce le Jugement dernier[5].
- sur le mur de droite, un tableau d’Alexandre Cabanel, né à Montpellier, représentant Le Christ au Jardin des Oliviers[5].

Le sanctuaire Saint-Roch abrite aussi un grand nombre de vases précieux, ciboires, calices et ostensoirs.

## Fête de la Saint-Roch

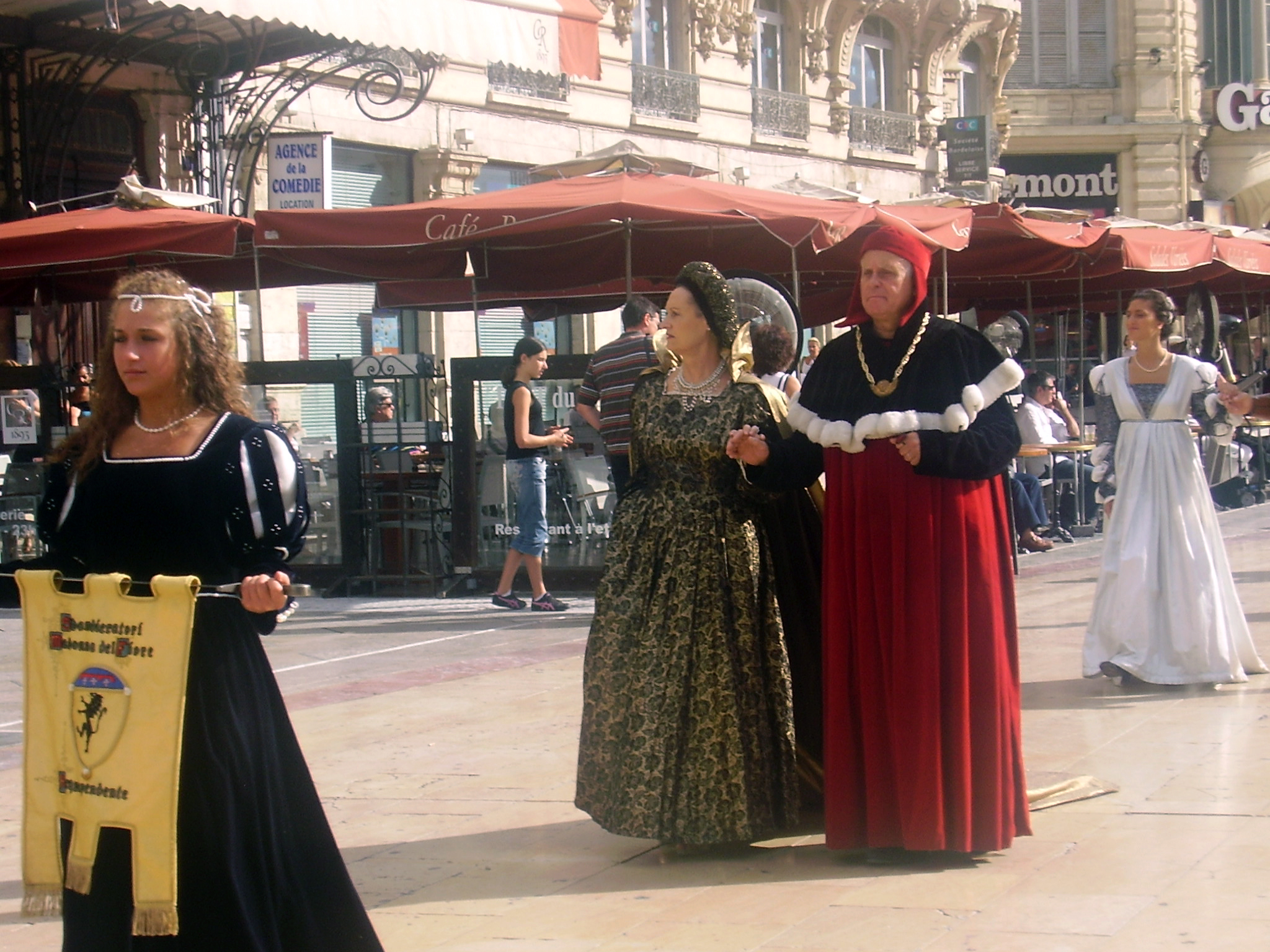
Procession lors de la fête de la Saint-Roch, Montpellier, 17 août 2007.

Saint Roch est fêté le 16 août. Ce jour-là, la ville ainsi que les animaux domestiques sont bénis au terme de la célébration. De nombreuses processions sont données dans la ville. En 1995, l’Association Internationale Saint Roch, largement ouverte à tous ceux concernés par saint Roch, que ce soit pour son message évangélique ou pour l’exemple qu’il est pour l’homme contemporain, redonne un nouvel éclat aux fêtes de Saint-Roch. C’est un grand rassemblement cultuel, culturel et festif avec de grands cortèges, des animations, des spectacles, qui attirent des milliers de personnes.

## Les reliques
Cette église possède plusieurs reliques de saint Roch. L’abbé Recluz obtint de Venise en 1856 un os de la jambe (tibia). L’expertise des chirurgiens de la faculté de médecine en a conclu qu’il aurait souffert d’un bubon pesteux. Les autres reliques sont constituées d’un fragment de sa mâchoire et de son bâton.
Une statue reliquaire en argent, réalisée par l’orfèvre montpelliérain Jacques Lafoux, contient un petit ossement placé dans son socle le 7 avril 1809 par Nicolas-Marie Fournier de La Contamine, évêque de Montpellier. 
Quant à la châsse reliquaire, commandée en 1838 à l’atelier d’orfèvres parisiens Martin et Déjean, elle correspond à l’arrivée de nouvelles reliques d’Arles, attestée le 24 mai 1838 : huit petits ossements authentifiés le 10 mai 1839 par Charles-Thomas Thibault, évêque de Montpellier.

## L'orgue

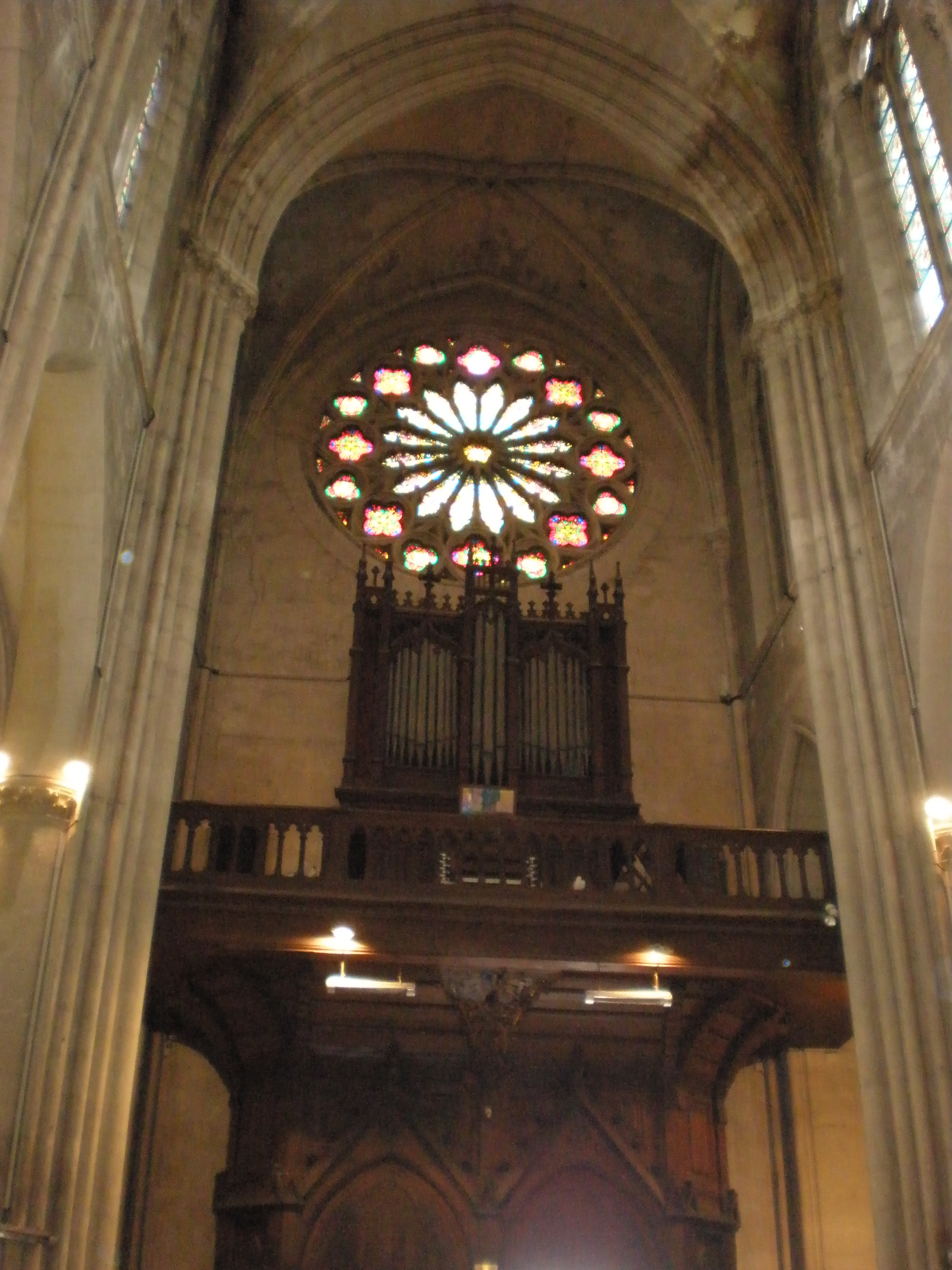
L'orgue et la grande rosace.

L'orgue de l'église Saint-Roch aurait été construit en 1845 (donc antérieurement à la construction de l'église) par la manufacture Daublaine & Callinet, probablement comme orgue de chœur de la cathédrale de Montauban où il a été remplacé par un orgue de Vincent Cavaillé-Coll en 1873. Il comporte deux claviers manuels : le premier de 54 notes, le second de 37 notes et également un pédalier de 18 notes en tirasse fixe sur le premier clavier. Il est acquis d’occasion par l'église Saint-Roch à Montpellier en 1874 et remonté sur la tribune par la maison Puget de Toulouse en l'état.
En 1947, un système pneumatique permettant de faire jouer le bourdon de 16 du grand- orgue au pédalier qui ne possède pas de jeu propre, est installé, et porte les claviers manuels de 54 à 56 notes par système pneumatique. À cette occasion, le récit est complété à 56 notes, le pédalier est porté à 30 notes et la composition modifiée. La console est reconstruite. En 1969 la composition des jeux est à nouveau modifiée par Alain Sals et Gérald Guillemin pour faciliter l’interprétation de la musique baroque (période allant d’environ 1650 à 1750). Par la suite, l'orgue n'est plus entretenu avec seulement le changement du ventilateur en 1992 par la Manufacture languedocienne de Grandes Orgues établie à Lodève. En 2006, Claude Berger, facteur d'orgues à Clermont l'Hérault procède à la restauration complète du soufflet, et en juin 2007, il renouvelle le plaquage des claviers manuels et réarme la mécanique. En décembre 2011, Claude Berger procède à la restauration complète du jeu de clairon du grand- orgue (changement de tous les noyaux oxydés et des pieds des tuyaux, restauration à l'identique pour ne pas modifier l'harmonie d'origine).
Signe de sa grande qualité de réalisation et de conception, les sommiers sont dans leur état d’origine, sans aucune restauration, avec des périodes sans qu’aucun entretien ne lui soit prodigué. Depuis lors une association a vu le jour pour mener à bien la restauration complète de l'orgue dans l'esprit de ses concepteurs.

## Les cloches
L'église Saint-Roch est dotée de trois cloches de volée en bronze dont un bourdon pesant 1,8 tonne. Elles ont été fondues en 1895 par Burdin Ainé, fondeur à Lyon.  Les moteurs électriques étant actuellement endommagés et hors service, elles sont sonnées manuellement (notes: Do#3, Fa#3 et La#3). Une quatrième cloche, datant de 1876, en provenance de l'ancienne église Sainte-Anne, actuellement déposée au fond de l'église, est en attente d'être installée dans le clocher.

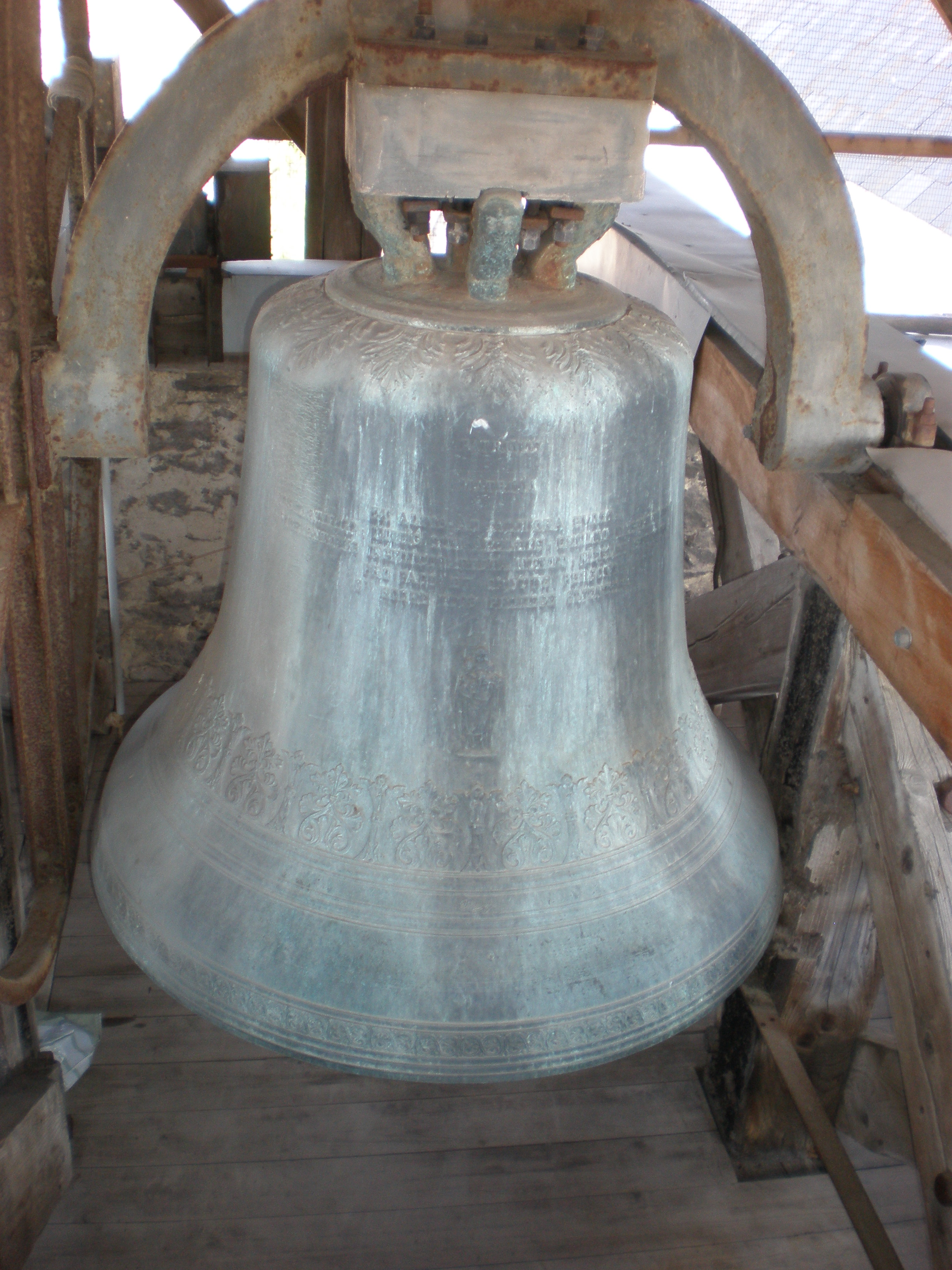
Le bourdon Liberia (note : Do#3)
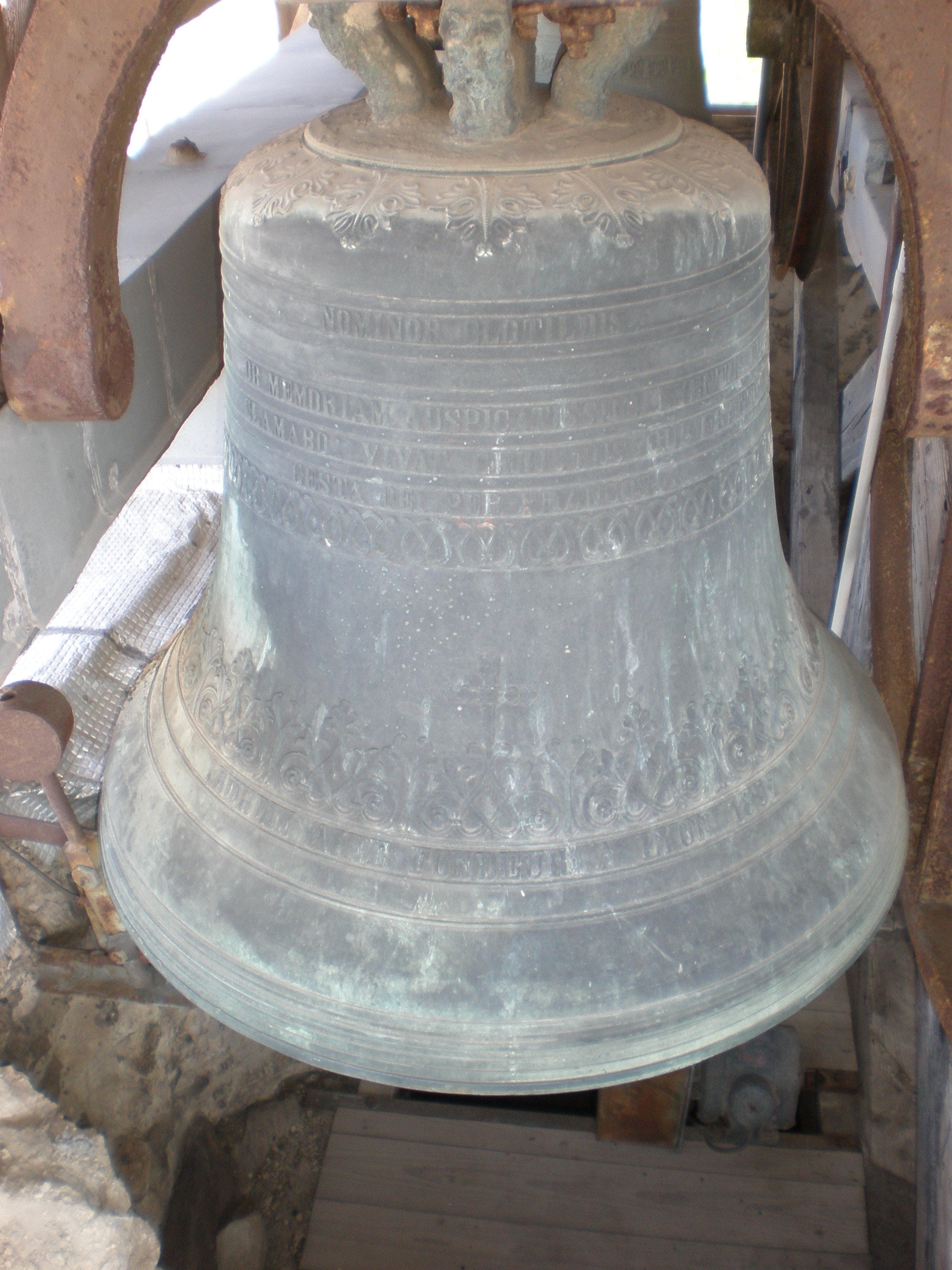
Cloche no 2 Clotilde (note : Fa#3)
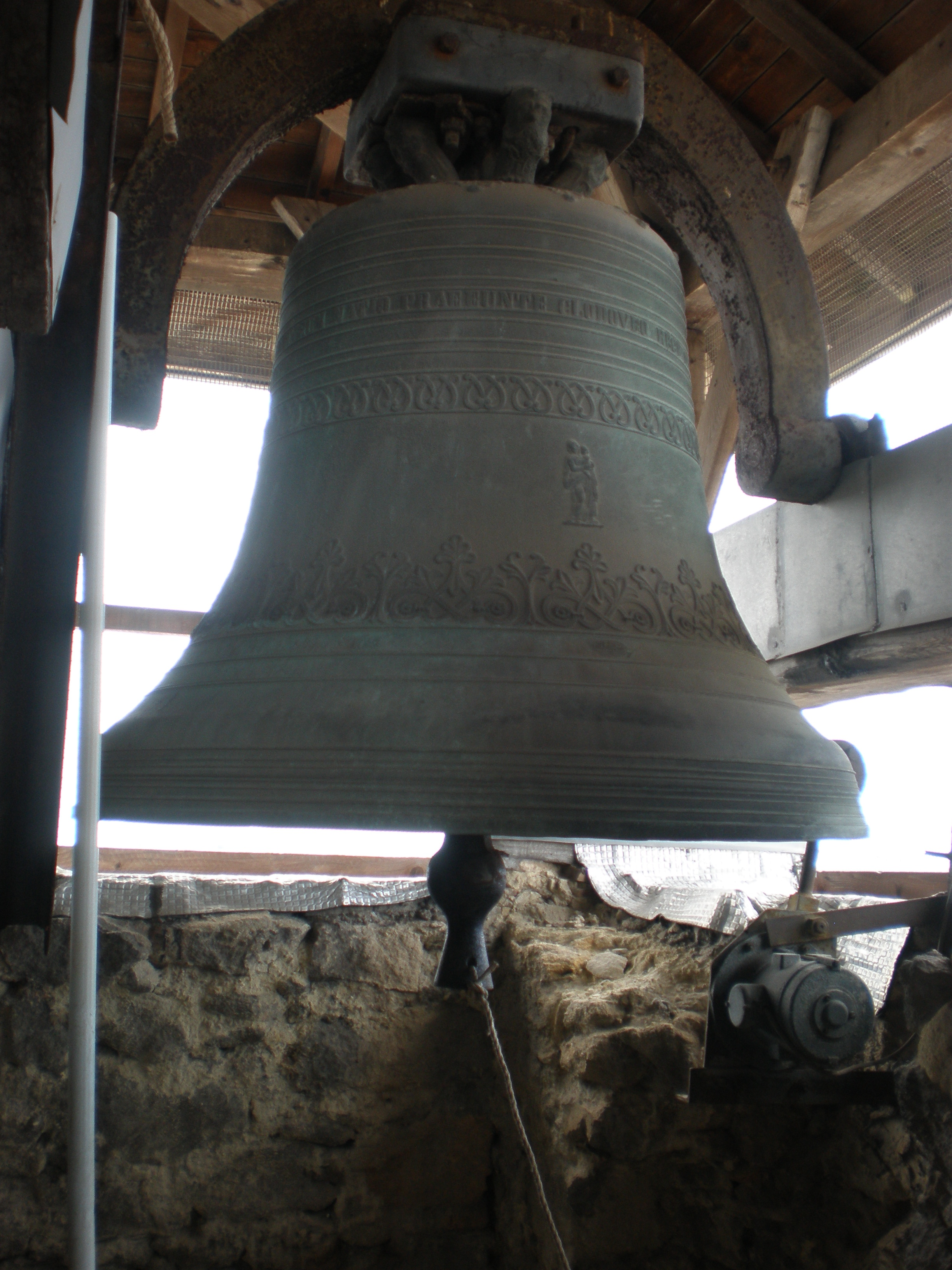
Cloche no 3 Immaculée Conception (note : La#3).

## Galerie photos

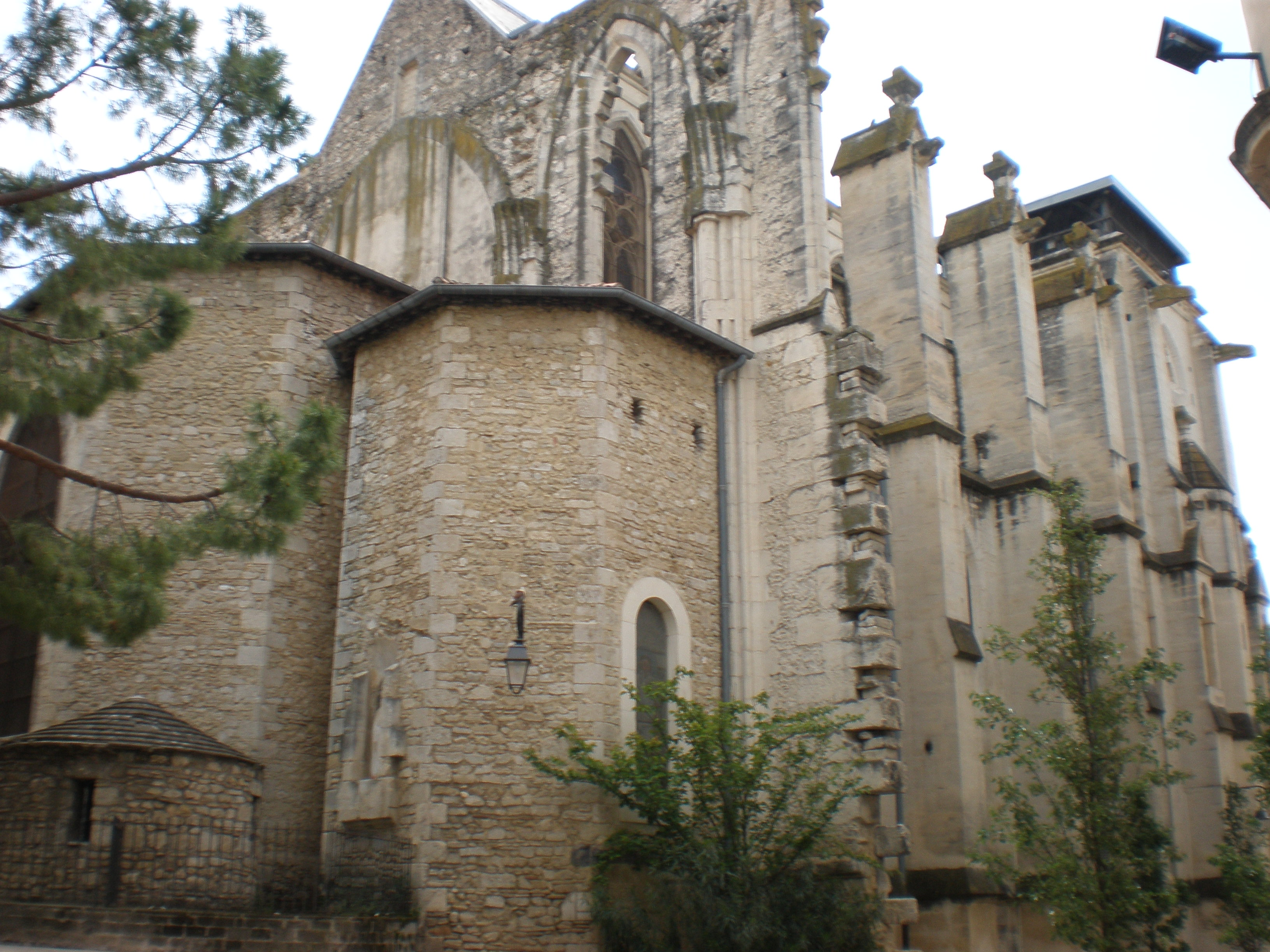
L'arrière du chœur de l'église dont on remarquera l'inachèvement.
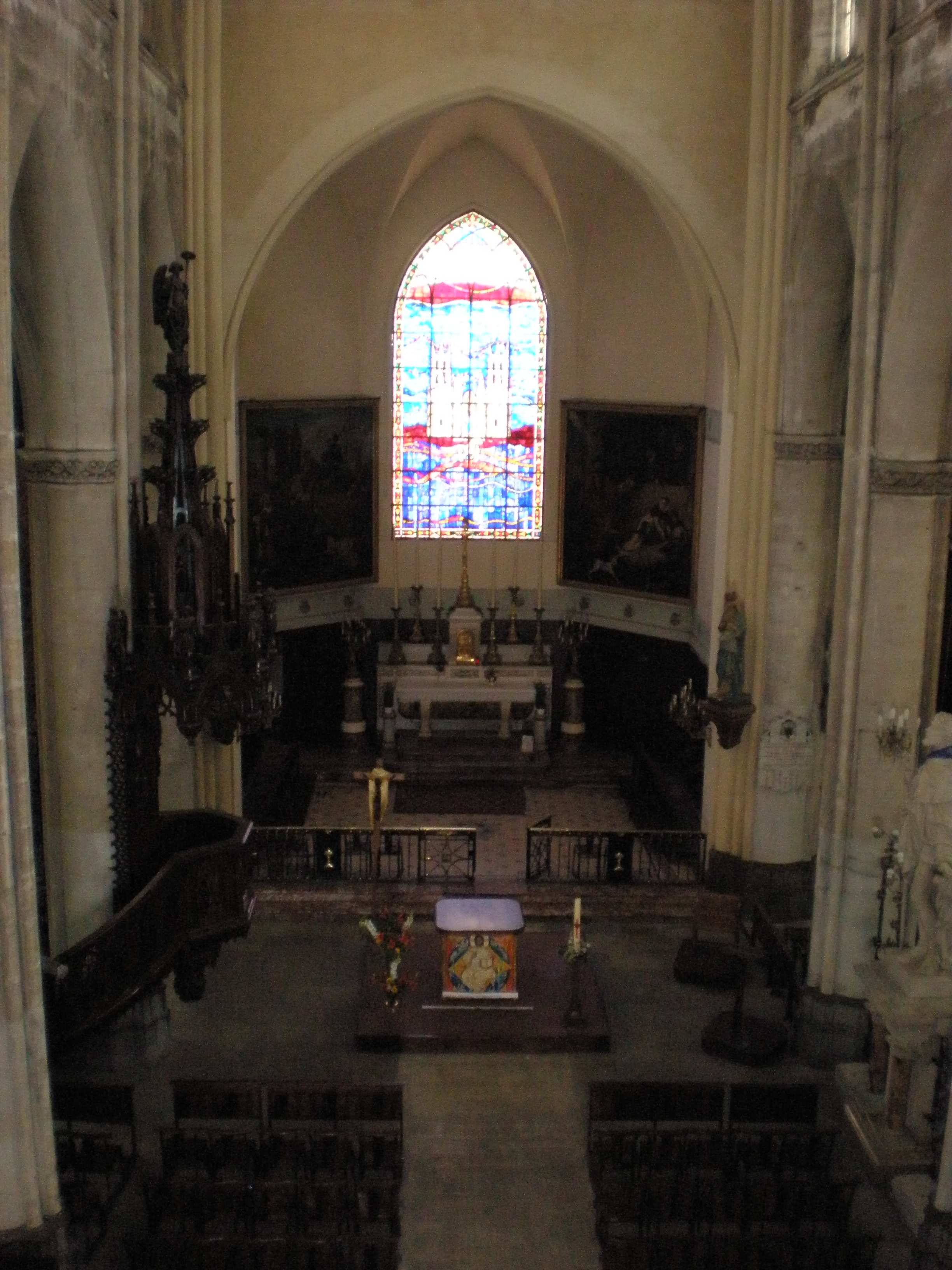
Vue de la nef et du chœur.
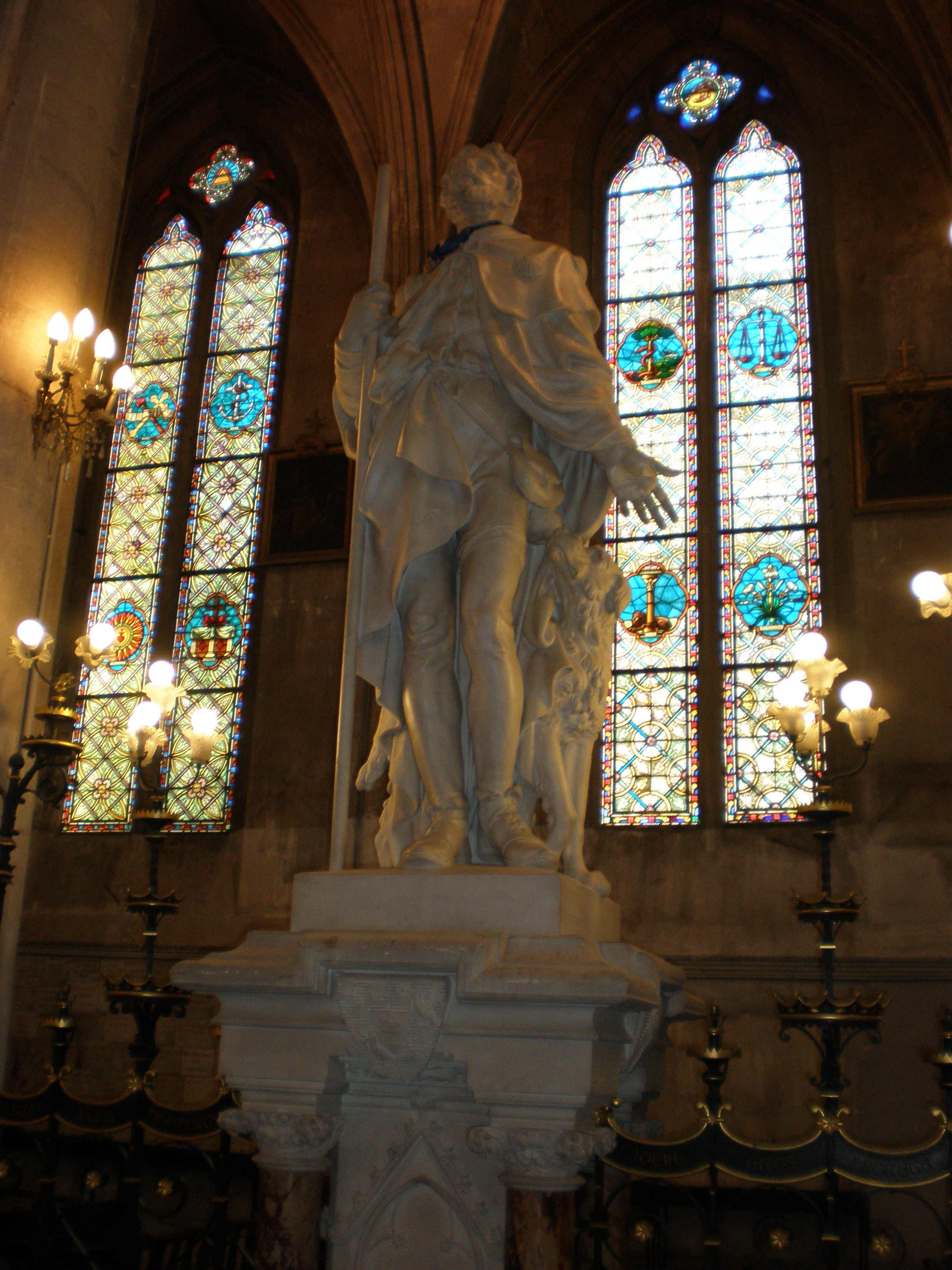
La statue de saint Roch par Baussan (1884).